# 鉄西区 (瀋陽市)
鉄西区（てつせい-く）は中華人民共和国遼寧省瀋陽市に位置する市轄区。

## 歴史
区名は鉄道の西側の地域に位置したことに由来する。
主産業は重工業であったが、1980年代以降の改革開放の潮流との齟齬により国有企業の経営が悪化した。
2002年より区政府主導による改革政策が施行され、2002年6月に鉄西区と瀋陽経済技術開発区等を統合し合併して県級管理区の鉄西新区が成立し、区面積は39.5平方kmから128平方kmに増大。更に2007年6月9日、中華人民共和国国務院より東北旧工業地域発展の模範区に指定され、同年6月25日に細河経済区と合併し現在は大鉄西区とも称される484平方kmの地域に成長した。

## 行政区画
14街道、3鎮と経済技術開発区を管轄。
- 街道：啓工街道、昆明路街道、工人村街道、篤工街道、興華街道、霽虹街道、凌空街道、重工街道、興順街道、翟家街道、大青中朝友誼街道
- 鉄西新区：
  - 街道：大潘街道、彰駅站街道、高花街道
  - 鎮：新民屯鎮、長灘鎮、四方台鎮
- 瀋陽市経済技術開発区

## 交通

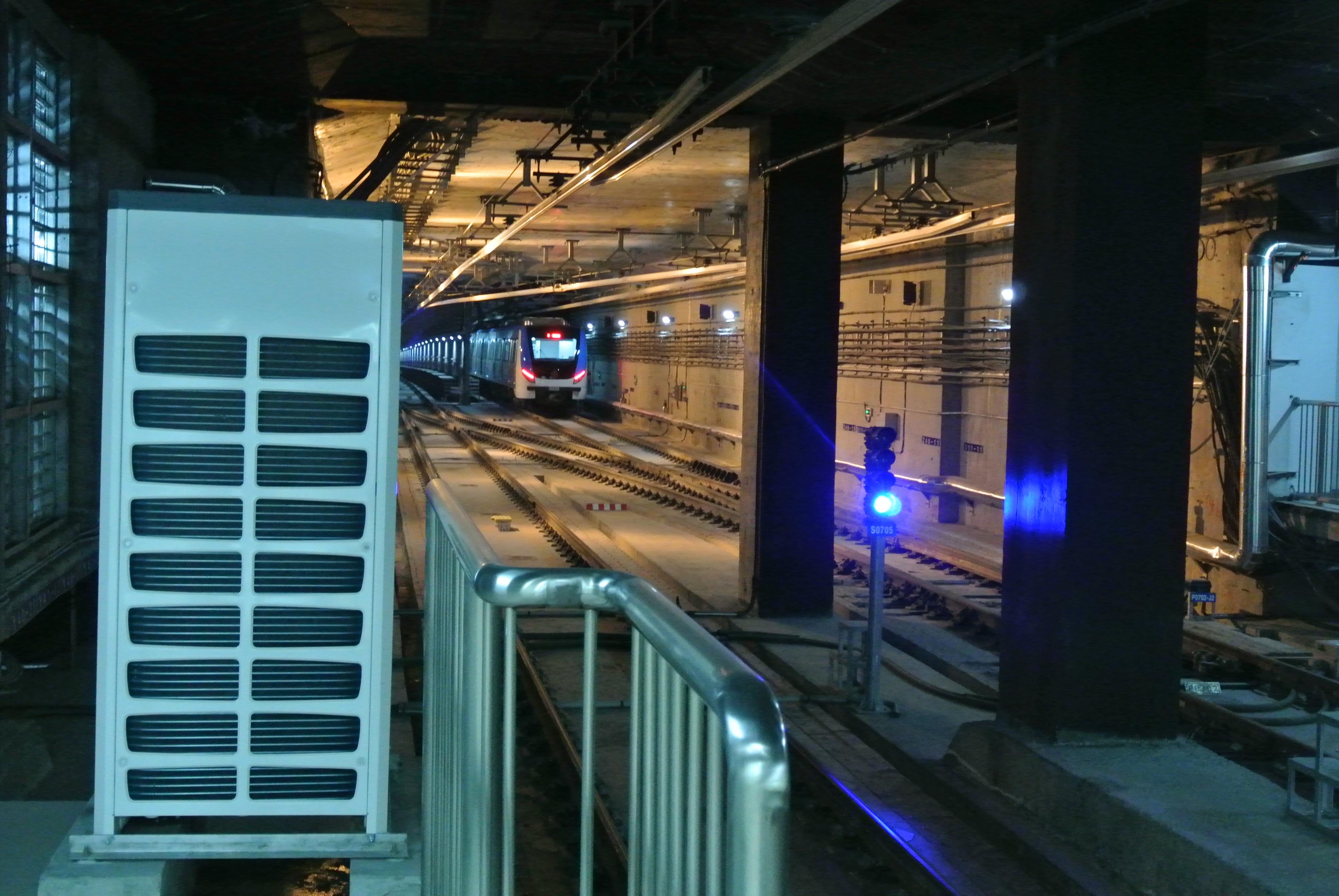
瀋陽地下鉄9号線

### 鉄道
- 瀋陽地下鉄
  - 1号線
  - 3号線
  - 9号線

### 道路
- 高速道路
  -  京哈高速道路
  -  瀋陽環状高速道路
- 国道
  -  G102国道
  -  G230国道